# Liebesträume
Liebesträume (S. 541) ist der Name einer Reihe von drei Soloklavierstücken komponiert von Franz Liszt.

## Geschichte
Die Stücke erschienen im Jahre 1850. Als bekanntestes Stück gilt der Liebestraum Nr. 3. Die drei Liebesträume sind in Form von Nocturnen konzipiert. In der Romantik wurden sie als Charakterstücke bezeichnet. Die Vorlagen der Werke sind Kunstlieder, die Liszt auf Texte der Dichter Ludwig Uhland Hohe Liebe (Liebestraum Nr.1), Seliger Tod (Liebestraum Nr. 2) und Ferdinand Freiligrath O lieb, so lang du lieben kannst (Liebestraum Nr. 3) komponierte.

## Liebestraum Nr. 3
Dieses sehr bekannte Nocturne in As-Dur beruht auf dem Lied O lieb, so lang du lieben kannst (S. 298) auf einen Text von Ferdinand Freiligrath. Der Aufbau dieses Musikstücks lässt sich in drei Teile zerlegen. Die einzelnen Abschnitte verbindet Liszt mit virtuosen Kadenzen. Die Anfangsmelodie taucht im Werk immer wieder auf, wenngleich in variierter Form.
- Der erste Abschnitt bis zur ersten Kadenz kann als ein Vorspiel betrachtet werden. Die Dynamik ist im ersten Teil des ersten Abschnitts überschaubar und repetitiv ruhig, wodurch verträumte Eindrücke erzeugt werden. Im zweiten Teil des ersten Abschnitts wirkt die Musik durch Dissonanzen und rapide Tempo- und Dynamikänderung aufgeregt.
- Der zweite Abschnitt stellt hörbar die Klimax dar. Akzente zum Anfang des Taktes unterstreichen den Elan. Die Lautstärke, Notenwerte und der Rhythmus sind vielfältiger als zuvor. Die Tonhöhe und Lautstärke erreichen hier ihr Maximum und kontrastieren somit stark von der restlichen Partie. Auffallend im zweiten Abschnitt sind Dreiklangs-Arpeggien sowie Akkorde, besonders hervorzuheben Oktaven in der rechten Hand, was große Harmonie verheißt.
- Die Melodie des Schlussabschnitts funktioniert als eine Reminiszenz an den Anfang des Werkes. Durch hohe Akkorde der linken Hand, die nun über der rechten Hand gekreuzt spielt, klingt die Musik nachdenklich, klagend, leer und trist. Durch die kontinuierlich diminuierende Dynamik verhallt die Musik. Die letzten zehn Takte dieses Nocturnes kann als eine Coda interpretiert werden. Ein neues Motiv mit hohen, nahezu heiteren Tönen taucht hier auf. Für einen Augenblick schimmert die Hoffnung auf etwas Neues, doch lange, dunkle Töne beenden das Stück.

Die gesamte Spieldauer des Liebestraum Nr. 3 beträgt ungefähr 4:50 Minuten. Dieses Nocturne wird zu Beginn mit dem Zusatz poco allegro, con affetto versehen und versteht sich als gefühlsgeladen und ausdrucksstark. Der Liebestraum Nr. 3 ist ein häufig gespieltes Musikstück. Zu den Interpreten dieses Stückes zählen Pianisten wie Evgeny Kissin, Daniel Barenboim, Sviatoslav Richter, Claudio Arrau, Lang Lang und Richard Clayderman.

### Musiknoten
- Liebesträume: Noten und Audiodateien im International Music Score Library Project
- Sheet music of Liebestraum No.3 on Cantorion.org

### Aufnahmen
- Kunst der Fuge: MIDIs from Piano Rolls. Real recordings by Otto Higel, Leo Ornstein, Josef Lhevinne, Eugene d’Albert, Katsuhiro Oguri
- Liebesträume: 3 Notturnos, various recordings
- Recording of Number 3 in A-flat performed by the pianist Alberto Cobo
- Recording by Serg van Gennip
- Liszt Piano Music performed by Andrew von Oeyen